# タイ・レッドニュース
「タイ・レッドニュース」（タイ語: ไทยเรดนิวส์）は、タイの反独裁民主同盟系タイ語週刊新聞。2009年6月5日 に創刊。ディーステーション社（ดี สเตชัน）が所有。

## 概要
タイ・レッドニュース紙はタイの政治週刊新聞。社主ウィブーン・セームチューン（วิบูลย์ แช่มชื่น）、経営責任者はソムヨット･プルックサーガセームスック（สมยศ พฤกษาเกษมสุข）。同紙は政治を深く分析し、よく洞察された真実の情報を広く伝えていくことでより良い社会の建設に寄与することを謳っていた。1万5千部発行。反独裁民主同盟系の新聞である。
2014年（仏暦2557年）5月22日の軍事クーデターにより、反独裁民主同盟は活動禁止処分を受けた。本紙も発禁となり、5年間の歴史に終止符を打った。